# Zipping (häst)
Zipping, född 24 september 2001 i Australien, död 22 mars 2022, var ett engelskt fullblod, mest känd för att ha segrat i Sandown Classic fyra år i rad (2007, 2008, 2009, 2010).

## Bakgrund
Zipping var en brun valack efter Danehill och under Social Scene (efter Grand Lodge). Han föddes upp av Swettenham Stud och ägdes av Mr & Mrs L J Williams. Han tränades under tävlingskarriären av Robert Hickmott.
Zipping sprang in totalt 4 320 195 Australiska dollar på 45 starter, varav 15 segrar, 3 andraplatser och 7 tredjeplatser. Han tog karriärens största segrar i Moonee Valley Cup (2006), Sandown Classic (2007, 2008, 2009, 2010), Turnbull Stakes (2010) och Australian Cup (2010).

## Karriär
Zipping segrade i Sandown Classic för första gången 2007, då han bland annat besegrade Jukebox Johnny och Baughurst. Följande år startade han som spelfavorit, och tog sin andra seger i löpet, då han besegrade Douro Valley och Red Ruler. 2009 tog han sin tredje raka seger i löpet och segrade över Purple och Master O'Reilly. 2010 lyckades han ta sin fjärde raka seger i löpet, i ett fält på fem hästar, inklusive Ginga Dude, Exceptionally och Manighar.
Zipping var den första hästen i det nystartade Hickmott Stables, och placerade sig på fjärde plats vid tre tillfällen i Emirates Melbourne Cup. Hästens ägare, Lloyd Williams, beskrev honom som mer än ett djur, och kallade Zipping för sin vän och den bästa hästen han ägt under sina 25 år inom galoppsporten.

### Död
Efter tävlingskarriären levde Zipping på Living Legends för valacker i Melbourne. Han avled den 22 mars 2022.